# 乾燥餅

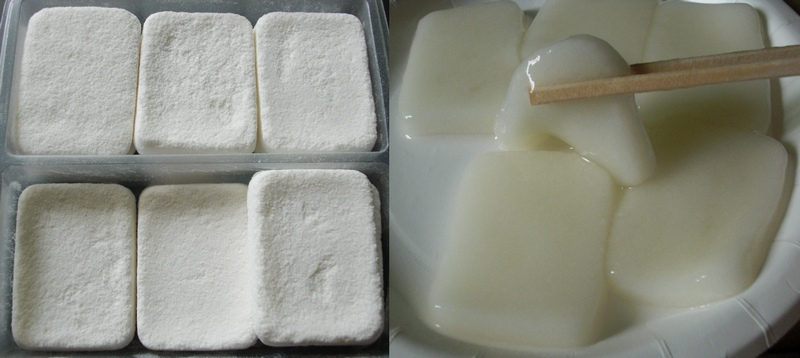
乾燥餅の例。向かって左側は保存時の乾燥状態。右側は水で戻した調理後の状態。

乾燥餅（かんそうもち）は、日本の保存食の一種で、餅をフリーズドライにしたもの。乾燥状態で保存されている餅を水に数分浸すだけで、食べられる状態の餅ができあがる。水戻し餅（みずもどしもち）ともいう。

## 概要
数社から様々な商品が発売されているが、共通した最大の特徴として、調理の簡単さが挙げられる。加熱調理も不要で、燃料も、カップラーメンのように湯を沸かす必要もない。また、フリーズドライを水で戻しているため、喉に詰まりやすいという餅本来の欠点もある程度軽減されている。きな粉餅、磯辺餅、餡子餅など種類も多く、保存食の中では味も良い部類に入るという意見が多い。
調理時に餅を戻す水をためるトレイを同梱した商品がほとんどであり、調理に要するものは水を除いて商品内に揃っているために比較的自立性が高く、被災時のライフラインが未復旧でも水さえあれば食べられ、フリーズドライのために軽いといった特徴から、備蓄食としても適している。
水分を含んで柔らかいため、疲労した被災時でも食欲をそそるという意見もある。非常食としての用途以外にも、登山時の食料としても愛用されている。アレルギー体質の人が多くなった昨今に向け、一部ではアレルゲンフリーを謳った商品もある。
内容量が少ないのが欠点であり、大き目の部類に入る商品でも、乾燥餅6枚でようやく市販の切り餅1個弱に相当する程度。「2食分」と銘打った商品でも、実際に食べてみるとおやつ未満だったという声もある。

## 伝統食品としての乾燥餅
伝統食としての乾燥餅は干し餅を参照。